# Wind shear
In meteorologia aeronautica il wind shear (o gradiente del vento) è un fenomeno atmosferico che consiste in una variazione improvvisa del vento in intensità e direzione. È particolarmente noto in meteorologia aeronautica in quanto pericoloso in prossimità di aeroporti durante la fase di atterraggio, poiché inganna il pilota sul corretto assetto/velocità di discesa che il velivolo deve mantenere, portando così, in alcuni casi, ad incidenti o ad atterraggi rischiosi.

## Descrizione
I vari tipi di wind-shear esistenti sono:
- wind shear a basso livello (LLWS)
- wind shear orizzontale
- wind shear verticale
- wind shear legati alle correnti a getto
- wind shear dei venti verticali

### Wind shear a basso livello

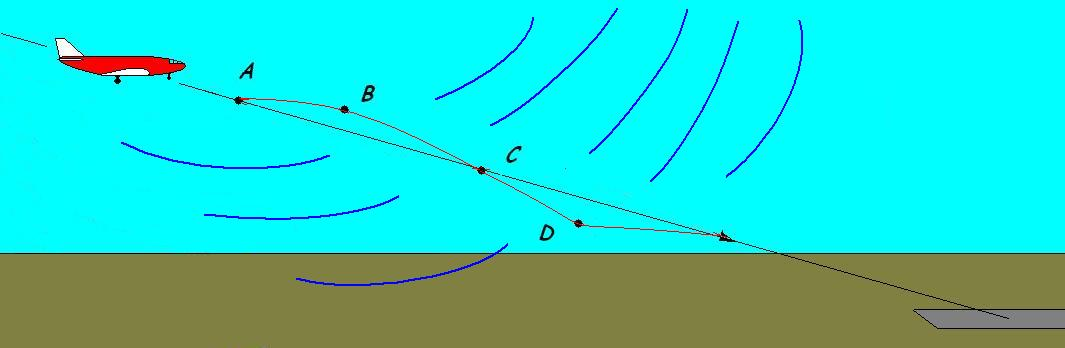
Effetto di un wind shear in prua durante l'avvicinamento.

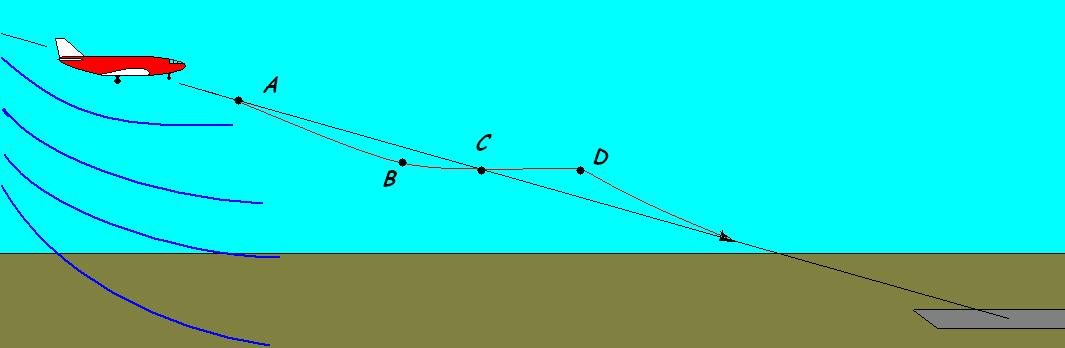
Effetto di un wind shear in coda durante l'avvicinamento.

Questo tipo di wind shear si riscontra durante la fase di avvicinamento sul sentiero di discesa, poco prima dell'atterraggio, o durante il decollo.
In questo caso, durante la fase di avvicinamento in discesa, la componente del vento può essere in coda al velivolo oppure in prua, provocando brusche variazioni della velocità indicata (IAS), modificando di conseguenza la portanza e producendo un innalzamento o abbassamento del velivolo rispetto al sentiero di discesa ideale. Il pilota deve variare la spinta del motore e l'incidenza del velivolo per compensare la variazione di portanza e riportarsi sul giusto sentiero. Queste operazioni sono effettuate in prossimità della velocità di stallo, quindi possono, a bassa quota, divenire critiche se non corrette in tempo.
In caso di componente in coda, l'aereo perde portanza a causa della diminuzione della IAS (A), perdendo quota e allontanandosi dal sentiero. In (B) il pilota contrasta dando motore e ristabilendo la velocità per riportarsi sul sentiero, ma l'eccessiva spinta del motore unita a quella del vento in coda fa sì che l'aereo raggiunga (C) e sorpassi il sentiero. Il pilota, una volta avvedutosene, riduce il motore per scendere e picchia per riguadagnare il sentiero (D). Ora la manovra si può concludere in sufficiente sicurezza, dato che l'intensità del vento è diminuita.
Nel caso di componente del vento in prua si verificherà l'esatto opposto.

### Monitoraggio
Ultimamente sono stati ideati dispositivi elettronici con sensori sparsi sull'intera area aeroportuale, in grado di percepire le diverse variazioni di intensità e direzione del vento e dare così un avviso importante ai controllori del traffico aereo, girato poi ai piloti in avvicinamento, in caso di wind shear.
Tra i più importanti sistemi ci sono il SODAR (Sound Detection And Ranging), Laser Doppler e sistemi anemometrici LLWSAS (Low Level Wind Shear Alert System).

## Effetti del wind shear sui fenomeni meteorologici
La conoscenza del parametro wind shear in meteorologia è fondamentale per poter valutare la possibilità di temporali ad asse obliquo, supercelle e fenomeni stazionari

### Wind shear nelle supercelle
La formazione delle supercelle è favorita in presenza di un buon wind shear sia in direzione che in velocità (più di 20 m/s) nello strato di troposfera compreso tra 0 e 6 km, mentre la formazione dei tornado è invece più probabile con valori di shear 0-1km superiori a 8-10m/s. Se col salire di quota i venti provengono da direzioni che ruotano in senso orario si parla di “shear positivo”, in questo caso i moti verticali sono favoriti e così dunque lo sviluppo dei temporali. Con shear direzionale positivo, shear 0-6 km maggiore di 20m/s e un'energia potenziale (CAPE), spesso almeno 2500 J/kg, è probabile che i temporali siano supercelle. Con shear negativo (vento che proviene da direzioni in senso antiorarie col salire di quota) lo sviluppo dei temporali è sfavorito.

### Wind shear nei fenomeni stazionari
Il calcolo della possibilità di stazionarietà di un fenomeno viene calcolata attraverso il wind shear verticale, prendendo in considerazione le quote di 300-400-500 hPa, rappresentative del vento alle medio alte quote e quella di 925 hPa e suolo, che invece rappresentano i bassi strati. La rotazione del vento in senso orario con la quota è un requisito fondamentale per la formazione delle celle a V, cioè celle temporalesche auto rigeneranti con un'area delle precipitazioni estremamente ristretta e con lentissimo moto orizzontale.